# Post-Orgasmic-Illness-Syndrom
Das Post-Orgasmic-Illness-Syndrom (POIS) ist eine sehr seltene, urogenitale Störung, die bei weniger als einem Betroffenen pro einer Million nach dem Samenerguss auftritt. Zu den häufigsten Krankheitserscheinungen gehören grippeähnliche Symptome wie erhöhte Körpertemperatur, Schwitzen und Schüttelfrost sowie unspezifische Symptome wie Konzentrationsschwäche, extreme Müdigkeit, Erschöpfung und Gereiztheit. Die Symptome treten in den meisten Fällen weniger als 30 Minuten nach dem Samenerguss auf und halten für die Dauer von zwei bis sieben Tagen an. Bei Männern, die vom Postorgasmic Illness Syndrom betroffen sind, treten diese Symptome fast nach jedem Samenerguss auf.
Das Syndrom wurde erstmals in einer Studie von Marcel D. Waldinger und Dave H. Schweitzer im Jahr 2002 beschrieben und von diesen benannt.

## Symptome
Eine Studie über POIS bei 45 niederländischen Männern mit dem Verdacht auf POIS klassifiziert die Symptome und deren Häufigkeit wie folgt:
| Symptomkategorie | Symptom                                               | Häufigkeit in % |
| ---------------- | ----------------------------------------------------- | --------------- |
| unspezifisch     | Extreme Müdigkeit/Erschöpfung                         | 80              |
| unspezifisch     | Herzrasen                                             | 22              |
| unspezifisch     | Sprachstörungen                                       | 18              |
| unspezifisch     | Konzentrationsschwäche                                | 87              |
| unspezifisch     | Gereiztheit                                           | 78              |
| unspezifisch     | Licht- oder Geräuschempfindlichkeit                   | 9               |
| unspezifisch     | depressive Stimmung                                   | 15              |
| grippeähnlich    | Fiebrigkeit, Schwitzen, Schüttelfrost                 | 78              |
| grippeähnlich    | Unwohlsein, Frieren                                   | 47              |
| Kopf             | Kopfschmerzen, Benommenheit                           | 55              |
| Augen            | brennende/rote Augen                                  | 44              |
| Augen            | getrübte Sicht                                        | 22              |
| Augen            | wässrige/irritierte/juckende Augen                    | 27              |
| Augen            | trockene/empfindliche/schmerzende Augen               | 20              |
| Nase             | verstopfte Nase                                       | 31              |
| Nase             | laufende Nase                                         | 33              |
| Rachen           | trockener Mund/übler Geschmack                        | 11              |
| Rachen           | Halsschmerzen/Heiserkeit                              | 11              |
| Muskeln          | Spannen in Rücken und Nacken                          | 24              |
| Muskeln          | Muskelschwäche/wacklige Knie                          | 18              |
| Muskeln          | Schmerzen in den Beinen/Muskelschmerzen/schwere Beine | 31              |
| Muskeln          | Verspanntheit/steife Muskeln                          | 22              |

Ein Anteil von 56 % der Teilnehmer der Studie berichtete darüber hinaus, unter lebenslangem vorzeitigem Samenerguss zu leiden. Der entsprechende Anteil in der Gesamtbevölkerung ist mit 20 % merklich geringer.

## Ursachen
Das Postorgasmic Illness Syndrom ist noch kaum erforscht. Die Autoren der bisher größten Studie vermuten, dass POIS mit einer Autoimmunreaktion gegen körpereigene Samenflüssigkeit zusammenhängt. Diese Vermutung stützt sich auf die Art und den Zeitpunkt des Eintretens der Symptome sowie auf die Aussagen der Studienteilnehmer, dass die Symptome allein nach einem Samenerguss auftreten. Wird dieser bei sexueller Aktivität unterdrückt, bleiben die Symptome aus. Nach Aussage der Autoren stimmen die Symptome mit allergischen Reaktionen der Typen I und IV überein. Um der Vermutung einer Autoimmunreaktion nachzugehen, führten die Autoren der Studie einen Pricktest durch, bei dem den Studienteilnehmern eine verdünnte Lösung ihrer körpereigenen Samenflüssigkeit injiziert wurde. Bei 88 % der Teilnehmer führte dieser Test zu einer positiven Reaktion. Bis zum Zeitpunkt der Studie waren allein Fälle von Spermaallergie bei Frauen bekannt.
Eine Fallstudie berichtet von zwei Männern, bei denen keine organischen Ursachen für POIS gefunden wurden. Es wird vermutet, dass es verschiedene Arten von POIS geben könnte.

## Häufigkeit
Auf dem Portal für sehr seltene Krankheiten, Orphanet, wird die Häufigkeit von POIS mit < 1:1.000.000, d. h. weniger als 1 Fall je 1 Million Männer angegeben.
Eine erbliche Komponente konnte nicht festgestellt werden.

## Behandlung
Bisher gibt es keine spezifische Behandlung von POIS. Eine Studie berichtet jedoch von zwei Fällen, in denen eine Hyposensibilisierung mit körpereigener Samenflüssigkeit durchgeführt wurde. Hierzu wurden über einen längeren Zeitraum von über einem Jahr (drei Jahre, in einem der Fälle) regelmäßige Anwendungen mit verdünnter, körpereigener Samenflüssigkeit vorgenommen, wobei der Titer nach und nach erhöht wurde. Beide Studienteilnehmer erfuhren eine graduelle Linderung der Symptome um 60 % bzw. 90 %.
Eine andere Studie berichtet von einem Mann mit POIS-typischen Symptomen, der durch die Einnahme von Norethisteron seine Symptome lindern oder das Auftreten sogar verhindern konnte. Der Mann hatte in der achten Schwangerschaftswoche seiner Frau beobachtet, dass die POIS-typischen Symptome plötzlich nicht mehr auftraten. Nach der Geburt des Kindes kamen die Symptome zurück. Dies deutete darauf hin, dass Progesteron etwas mit dem Auftreten der Symptome zu tun haben könnte. Die weiblichen Progesteron-Werte steigen in der achten Schwangerschaftswoche rapide an und fallen nach der Geburt wieder ab. Die Studie mutmaßt, dass der Mann während der Schwangerschaft seiner Frau Progesteron durch Hautkontakt und Schleimhäute oder durch die Harnröhre aufgenommen haben könnte. Nach der Schwangerschaft der Frau wurde die Einnahme von Norethisteron, das eine dem Progesteron ähnliche Wirkung aufweist, über acht Monate angewandt und zeigte ähnliche Effekte.

## Umgang mit der Krankheit
Bei den meisten Betroffenen treten die Symptome regelmäßig nach dem Samenerguss auf. Viele Betroffene minimieren daher die Häufigkeit von Geschlechtsverkehr und Masturbation, bis hin zur völligen Vermeidung. Die meisten Betroffenen planen den Zeitpunkt des Geschlechtsverkehrs so, dass die anschließend auftretenden Symptome möglichst wenig Einfluss auf Arbeit, Studium oder Sozialleben haben. Viele Männer, die unter POIS leiden, machen sich Sorgen über ihre Beziehung zu ihren Sexualpartnern und berichten von Schuldgefühlen.
Seit Oktober 2024 existiert das Netzwerk POIS-Deutschland, das zum Ziel hat, über die Krankheit zu informieren, Betroffene im deutschsprachigen Raum miteinander zu vernetzen und deren gesundheitliche Versorgung zu verbessern.